# Park Narodowy Mamili
Park Narodowy Mamili (ang. Mamili National Park) – park narodowy położony w regionie Zambezi w Namibii. Powstał w roku 1990 na obszarze 320 km². Centralnym punktem parku są wyspy Nkasa i Lupala na rzekach Kwando i Linyanti.
Podczas pory suchej, na wyspy można dotrzeć drogą lądową, ale po deszczu 80% powierzchni staje zalanych, odcinając je od lądu.

## Turystyka
Jest to najdzikszy i rzadko odwiedzany  park narodowy Namibii. Podmokłe, pełne niesamowicie bogatej fauny wyspy i kanały rzeczne.  Nie ma tutaj luksusowych kempingów lub wycieczek grupowych, turyści przyjeżdżają tutaj na własną rękę. Mamili jest największym chronionym obszarem podmokłym w Namibii. 
Ponieważ park jest przedmiotem częstych powodzi w porze deszczowej, mieszkanie w namiotach nie jest wskazane. Kierowcy muszą zachować szczególną ostrożność i uniknąć rzek, w których  czatują krokodyle, niektóre do 5 m długości. Odwiedzający powinni mieć ze sobą wodę pitną, paliwo i wyżywienie.
Zezwolenia do odwiedzenia parku  wydawane są przez Ministerstwo Środowiska i Turystyki (MET) w biurach w Katima Mulilo i Windhoek, lub przez biura terenowe w Susuwe, Nakatwa i Shisinze lub przy północnej bramie Parku Narodowego  Mamili (Nkasa Lupala), gdzie mapy parku są również dostępne.

## Flora i fauna
Roślinność Parku Narodowego Mamili jest zdominowana przez gatunki rosnące na podmokłych terenach.
Rozległe tereny podmokłe zapewniają idealną ochronę dla żyjących tutaj ssaków.
Spotykane są tam antylopy sitatunga, antylopy kob liczi, likaony, hipopotamy i krokodyle. 
Inne żyjące tutaj zwierzęta to słonie, bawoły, antylopy końskie, impale, kudu. W czasie suchych, zimowych miesięcy na wyspach gromadzą się ogromne stada słoni.
Kilka gatunków spotykanych tutaj ptaków nie występuje gdziekolwiek indziej w Namibii.